# Яремчук, Лидия Григорьевна
Лидия Григорьевна Яремчу́к (р. 1945) — советская и украинская актриса. Народная артистка Украины (1999).

## Биография
Родилась 8 декабря 1945 года в Киеве. Окончила КГИТИ имени И. К. Карпенко-Карого (1968).
Актриса КРДТ имени Леси Украинки.

## Роли в спектаклях
- «Каменный хозяин» Л. Украинки
- «Кафедра»
- «Игрок» Ф. М. Достоевского
- «Вишнёвый сад» А. П. Чехова
- «Жиды города Питера, или Невесёлые беседы при свечах» братьев Стругацких

## Фильмография
- 1970 — Хлеб и соль — Христина
- 1974 — Белый круг — Ярина
- 1986 — Обвиняется свадьба; Мама родная, любимая… — Татьяна
- 1992 — Венгерская Медея» (телеспектакль)
- 1994 — Дорога на Сечь — мать Павла
- 1996 — Остров любви (т/ф, фильм 10-й «Блуд»); Спасибо за то, что ты есть…
- 2004 — Небо в горошек
- 2014 — Пляж

## Награды и премии
- Народная артистка Украины (1999)
- Государственная премия УССР имени Т. Г. Шевченко (1983) — за создание образов советских современников в спектакле «Кафедра» на сцене КАРТД имени Леси Украинки